# NGC 2646
NGC 2646 este o galaxie lenticulară situată în constelația Girafa. A fost descoperită în 27 iulie 1883 de către Ernst Wilhelm Tempel. Se află la o distanță de 54,77 de megaparseci de Pământ.